# Cantone di Calais-2
Il Cantone di Calais-2 è una divisione amministrativa dell'Arrondissement di Calais, dell'Arrondissement di Saint-Omer e dell'Arrondissement di Boulogne-sur-Mer.
È stato costituito a seguito della riforma approvata con decreto del 24 febbraio 2014, che ha avuto attuazione dopo le elezioni dipartimentali del 2015.

## Composizione
Comprende parte della città di Calais e i 25 comuni di:
- Alembon
- Andres
- Ardres
- Les Attaques
- Autingues
- Bainghen
- Balinghem
- Bouquehault
- Boursin
- Brêmes
- Caffiers
- Campagne-lès-Guines
- Coulogne
- Fiennes
- Guînes
- Hardinghen
- Herbinghen
- Hermelinghen
- Hocquinghen
- Landrethun-lès-Ardres
- Licques
- Louches
- Nielles-lès-Ardres
- Rodelinghem
- Sanghen